# 몽펠리에 대학교
몽펠리에 대학교(프랑스어: Université Montpellier)는 프랑스 랑그도크루시용 에로주 몽펠리에의 국립 대학이다. 1289년 개교하여 1970년 새로 제정된 고등교육법에 따라 몽펠리에 제1대학교, 몽펠리에 제2대학교, 폴 발레리 몽펠리에 제3대학교로 재편되었다.
몽펠리에 제1대학교는 법학, 경영학, 경제학, 정치학, 약학, 의학, 치의학, 체육학, 과학기술 분야의 대학 및 대학원으로 구성되어 있다. 다양한 분야에서 학사학위, 석사 및 박사학위를 수여한다. 이 대학은 유럽 지역에서 연구를 선도하는 40개 종합대학으로 구성된 코임브라 그룹에 속해 있다. 몽펠리에 제2대학교는 생물학, 생태학, 화학, 수학, 물리학, 우주과학, 공학 등 과학기술 분야의 대학 및 대학원으로 구성되어 있다. 폴발레리 몽펠리에 제3대학교는 예술, 언어, 사회과학 분야에 역점을 두고 있다.

## 같이 보기
- 몽펠리에 제1대학교
- 몽펠리에 제2대학교
- 폴발레리 몽펠리에 제3대학교